# رول بانس
رول بانس (به انگلیسی: Roll Bounce) یک فیلم کمدی-درام آمریکایی محصول سال ۲۰۰۵، به کارگردانی مالکوم دی. لی است.

ستاره هیپ هاپ، بوو واو (Bow Wow)، در این فیلم نقش سردستهٔ یک گروه رول‌اسکیت بازی در دهه ۱۹۷۰ شیکاگو را دارد. همچنین بازیگرانی مانند نیک کانن، مگان گود، ویسلی جاناتان، براندن تی. جکسون، شای مک‌براید، کلیتا اسمیت و جرنی اسمالت نیز در این فیلم هنرنمایی می‌کنند.
نام این فیلم از آهنگ «بانس، راک، اسکیت، رول» (به فارسی: پرش، سنگ، اسکیت، رول) از گروه «ووگان میسون اند کرو» در سال ۱۹۷۹ برگرفته شده‌است.

## داستان
داستان در مورد عده ای می‌باشد که مجبورند بر روی میدان یخی اسکی بازی کنند برای به دست آوردن پول که در همین میان استعدادهای خود را کشف می‌کنند.

## بازیگران
- بوو واو در نقش خاویر اسمیت
- براندن تی. جکسون در نقش جونیور (تازه‌وارد)
- شای مک‌براید در نقش کورتیس اسمیت
- مگان گود در نقش نایومی فیلیپس
- ویسلی جاناتان در نقش اسویتنس (شیرینی)
- جرنی اسمالت در نقش توری
- مارکوس تی. پالک در نقش بو
- ریک گونزالز در نقش نپس (چُرت زن)
- خلو توماس در نقش مایک دورگه
- کلیتا اسمیت در نقش ویویان
- پل وسلی در نقش تروی
- نیک کانن در نقش برنارد
- وین بردی در نقش دی. جی جانی
- مایک اپس در نقش بایرون
- شارلی مورفی در نقش ویکتور
- داریل مک دنیلز در نقش دی. جی اسموت دی